# Faggenbach
Faggenbach är ett vattendrag i Österrike.   Det ligger i förbundslandet Tyrolen, i den västra delen av landet, 400 km väster om huvudstaden Wien.
I omgivningarna runt Faggenbach växer i huvudsak barrskog. Runt Faggenbach är det ganska glesbefolkat, med 28 invånare per kvadratkilometer.